# Iglesia de San Juan Bautista (Berrocal)
La Parroquia de San Juan Bautista es un templo católico situado en la localidad de Berrocal.

## Historia
El actual templo es de la primera mitad del siglo XVII, apareciendo en el presbiterio una inscripción que lo data en 1646. Coinciden estas obras con la concesión del título de villa a la localidad.
El arzobispado concedió licencia para reparar el tejado, aunque se aprovechó para una completa remodelación del templo aumentando la altura de las naves y realizando nuevas techumbres y solería. En 1706 se empieza la construcción de la sacristía y otras dependencias anexas.
En 1795 se amplía de nuevo el templo, destruyendo la fachada para ganar dos tramos a las naves. La nueva portada sería trazada por Santiago de la Llosa. En la misma intervención se oculta la vista interior de las armaduras de la techumbre, colocando las actuales bóvedas encamonadas.

## Descripción
Cuenta con planta de tres naves, separadas por pilares cuadrangulares achaflanados y rematadas por una cabecera con presbiterio de planta cuadrada con cúpula de media naranja y dos capillas laterales. La nave central se cubre con bóveda de cañón rebajado, mientras que las laterales presentan bóvedas de arista.
Al exterior presenta una portada con arco rebajado entre pilastras toscanas y frontón triangular con pináculos. Sobre ellos se abre un óculo rodeado por paneles de azulejos que representan a San Juan Bautista, San Francisco de Paula y San Juan Nepomuceno. Corona la fachada de un solo cuerpo con dos vanos entre pilastras, entablamento dórico, cornisa volada y piñón curvilíneo.
El retablo mayor es una obra moderna. En su hornacina central es venerada la imagen de San Juan Bautista, que porta un libro y un banderín de plata barrocos.
La nave izquierda presenta una pintura mural del siglo XVIII con el tema de la Adoración de los Pastores. También se encuentran ella la Virgen de los Dolores, imagen de Sebastián Santos de 1950 que conserva orfebrería decimonónica de la anterior talla, y un santo franciscano sin identificar. En la nave derecha reciben culto la Virgen del Rosario (Antonio Castillo Lastrucci, 1940) y el lienzo de la Santísima Trinidad. En ella se sitúa también la pila bautismal, de mármol rojo del siglo XVIII.
Entre el ajuar litúrgico del templo destaca un ostensorio de plata dorada de finales del siglo XVIII.